# 弗蘭德斯 (新澤西州)
弗蘭德斯（英語：Flanders）是位於美國新澤西州摩里斯縣的普查規定居民點。

## 人口
根據2020年美國人口普查的數據，弗蘭德斯的面積為19.30平方千米，當中陸地面積為19.23平方千米，而水域面積為0.07平方千米。當地共有人口9832人，而人口密度為每平方千米509.43人。